# Le Fermier (film)
Pour plus de détails, voir Fiche technique et Distribution.
Le Fermier (titre original : The Farmer) est un film américain réalisé par David Berlatsky, sorti en 1977.

## Fiche technique
- Titre : Le Fermier
- Titre original : The Farmer
- Réalisation : David Berlatsky
- Scénario : John Carmody, Janice Eymann, George Fargo et Patrick Regan
- Photographie : Irv Goodnoff
- Montage : Richard Weber
- Musique : Hugo Montenegro
- Direction artistique : Charles L. Hughes
- Costumes : Vicki Sánchez
- Effets spéciaux : Edward Drohan
- Producteur : Gary Conway, Lang Elliot et Peter Mills
- Société de production : Milway Productions
- Société de distribution : Columbia Pictures
- Pays d'origine :  États-Unis
- Format : Couleur — 35 mm — 1,85:1 — Son : Mono
- Genre : Crime et action
- Durée : 97 minutes (1 h 37)
- Dates de sortie :
  -  États-Unis : 9 mars 1977

## Distribution
- Lewell Akins as Conductor
- Gary Conway as Kyle Martin
- Michael Dante as Johnny O.
- Dave Graig as 2nd Soldier
- Stratton Leopold as Laundry Sam
- Ray McIver as Train Bartender
- George Memmoli (en) as Passini
- Bill Moses as Bank Representative
- Judge Parker as Banjo Player
- Don Payne as Mr. Moore
- Louis C. Pessolano as Bartender
- Johnny Popwell as Conners
- Ken Renard as Gumshoe
- Timothy Scott as Weasel
- Sonny Shroyer as Corrigan
- Wayne Stewart as Sergeant
- Roy Tatum as Soldier
- Angel Tompkins as Betty
- Jack Waltzer as Doc Valentine
- Eric Weston as Lopie
- Laura Whyte as Waitress